# Szalhir
A Szalhir (ukránul: Салгир) folyó Ukrajnában, mely 204 kilométer hosszú, vízgyűjtő területe 3750 km² és az Azovi-tengerbe torkollik. A Krím-félsziget legnagyobb folyója.